# Эльжбета Лукреция Цешинская
Эльжбета Лукреция (пол. Elżbieta Lukrecja Cieszyńska, нем. Elisabeth Lukretia von Teschen; 1 июня 1599 — 19 мая 1653) — последняя княгиня Цешинская из цешинcкой линии династии Силезских Пястов (1625—1653).

## Биография
Вторая дочь и третий ребёнок Адама Вацлава (1574—1617), князя Цешинского (1579—1617), и Елизаветы Курляндской (ум. 1601). Первоначально она воспитывалась в протестантской вере, но в возрасте 11 лет вместе с отцом, братьями и сестрами перешла в католичество.
13 июля 1617 года скончался отец Эльжбеты Лукреции, князь Адам Вацлав Цешинский и Цешинское княжество унаследовал ее 15-летний младший брат Фридрих Вильгельм, находившийся на обучении в Мюнхене. 23 апреля 1618 года Эльжбета Лукреция против своей воли была выдана замуж за князя Гундакара фон Лихтенштейна (1580—1658), который был намного её старше. Гундакар фон Лихтенштейн был младшим братом Карла фон Лихтенштейна (1569—1627), назначенного императором вместе с епископом вроцлавским Карлом Габсбургом и старостой Георгом фон Опперсдорфом регентами в Цешинском княжестве от имени несовершеннолетнего князя Фридриха Вильгельма. Однако фактической правительницей княжества оставалась Эльжбета Лукреция, старшая сестра Фридриха Вильгельма. Она продолжала управлять княжеством также после официального вступления Фридриха Вильгельма в 1624 году на княжеский престол, поскольку вскоре после возвращения в Цешин Фридрих Вильгельм 
по распоряжению германского императора уехал в Нидерланды, где он должен был занять пост командующего военного округа.
Во время этой поездки 19 августа 1625 года 23-летний князь Фридрих Вильгельм Цешинский скончался в Кёльне, не оставив преемника. Вначале император Священной Римской империи, король Венгрии и Чехии Фердинанд III Габсбург хотел присоединить Цешинское княжество к своим владениям, ссылаясь на права сюзерена. В конце концов, император согласился признать Эльжбету Лукрецию правительницей Цешина на основании привилея короля Чехии Владислава II Ягеллона, выданного в 1498 году князю Казимиру II Цешинскому, в котором позволялось наследование по женской линии до четвертого поколения включительно. Несмотря на формальное согласие императора, Габсбурги претендовали на княжество до 1638 года, когда император Фердинанд III получил заверение, что после смерти Эльжбеты Лукреции Цешин перейдет под прямой контроль Габсбургов. В качестве компенсации дети Эльжбеты Лукреции получили 50 000 талеров.
Во время правления Эльжбеты Лукреции Цешинское княжество пережило один из самых сложных периодов в своей истории. В ходе Тридцатилетней войны территория Цешинского княжества подвергалась регулярным опустошениям: В 1626—1627 годах датчанами под предводительством Эрнста Мансфельда, в 1642—1643 и 1645—1647 годах шведами под командованием полковника Ганса фон Рохова и генерала Ганса Кристофа фон Кёнигсмарка. В дополнение княжество преследовали эпидемии и голод. В конечном итоге это привело Цешинское княжество к экономической и демографической катастрофе, из которой оно не могло оправиться в течение следующих ста лет. Жизнь самой княгини Эльжбеты Лукреции была несколько раз под серьезной угрозой — например, в 1642 году она должна была бежать в Яблунков, а в 1645 году уехала в Речь Посполитую (в Кенты), когда шведы заняли Цешин (капитулировал только в 1646 году). Только заключение Вестфальского мира 24 октября 1648 года принесло мир Цешинской Силезии.
19 мая 1653 года Эльжбета Лукреция скончалась, она была похоронена в некрополе Цешинских Пястов, в доминиканском костёле в Цешине. Эльжбета Лукреция была последним представителем цешинcкой линии династии Силезских Пястов. На основании предыдущих договоров и ленной зависимости Цешинского княжества от Чешского королевства после смерти Эльжбеты Лукреции княжество перешло под прямое управление императора Священной Римской империи Фердинанда III Габсбурга как короля Чехии. Габсбурги носили титул князей (герцогов) Цешина (Тешена) вплоть до падения Австро-Венгерской империи и ликвидации Тешинского герцогства в 1918 году.

## Семья
23 апреля 1618 года Эльжбета Лукреция вышла замуж за князя Гундакара фон Лихтенштейна (1580—1658). Брак этот не был удачным. В 1626 году супруги, несмотря на рождение трех детей, формально разошлись. Дети от этого брака:
- Мария Анна фон Лихтенштейн (13 августа 1621 — 5 октября 1655), муж с 1652 года Вильгельм Генрих фон Шлик, граф Пассаун (ум. 1652)
- Фердинанд Иоганн фон Лихтенштейн (27 декабря 1622 — 9 января 1666), женат с 1650 года на графине Анне Доротее фон Лодрон (1619—1666)
- Альберт фон Лихтенштейн (8 марта 1625—1627).